# Дорога домой (фильм, 1969)
«Дорога домой» — советский фильм-мелодрама 1969 года режиссёра Александра Сурина по рассказу Эдуарда Володарского.

## Сюжет
Маша после нескольких лет работы на стройке возвращается к родителям в деревню и устраивается шофёром в колхоз. В деревне Маша встречает друга детства Андрея, вскоре выходит за него замуж, но мысленно постоянно возвращается к Николаю, которого любила в городе. Андрей догадывается о причинах, заставивших Машу вернуться домой, и начинает пить. Однако, известие о том, что у них будет ребёнок, меняет его отношение к дому и жене. Приезжает Петька, знакомый Маши по городской стройке. Он передаёт Маше письмо от Николая.

## В ролях
- Любовь Виролайнен — Маша
- Игорь Класс — Андрей Теплов, муж Маши
- Владимир Ивашов — Николай Мальцев, возлюбленный Маши
- Михаил Кислов — Петька, знакомый Маши по городской стройке
- Александр Малышев — Пашка, брат Маши
- Леонид Иудов — Кузьма Федорович, отец Маши
- Мария Виноградова — мать Маши
- Иван Рыжов — почтальон
- Виталий Шаповалов — водитель

Фильм фактически не вышел в прокат — было напечатано лишь 15 копий, отправленных в киноклубы, по ряду сведений, оттого, что фильм не понравился кому-то в Госкино СССР, ввиду этого фильм прошёл незамеченным для критиков, но на него появилась объёмная положительная рецензия в журнале «Огонёк».

## Рецензии
- Н. Толченова — Маша возвращается домой // Журнал «Огонёк», 1970